# Klearchos
Klearchos var en grekisk bildhuggare från den grekiska konstens äldsta period. Han tillhörde den talrika skola av skulptörer, som utgick från det kretensiska konstnärsparet Dipoenus och Scyllis samt hade sitt säte i Sparta.
Klearchos var från Rhegion i södra Italien, och honom tillskrivs en bild av Zeus i Sparta, utförd av drivna bronsplattor, som inte är hoplödda utan på gammalt vis sammanfogade med nitnaglar. Stöden beskrivs av Pausanias som det äldsta bronsverket.